# Stadio Giovanni Zini
Stadio Giovanni Zini este un stadion de fotbal din Cremona, Italia. În prezent, este locul unde își joacă meciurile pe teren propriu echipa US Cremonese. Stadionul a fost construit în 1929 și are o capacitate de 20.641 de locuri.

## Istorie
Stadionul a fost numit după Giovanni Zini, un portar al echipei US Cremonese care a murit în timpul Primului Război Mondial.